# Lukla

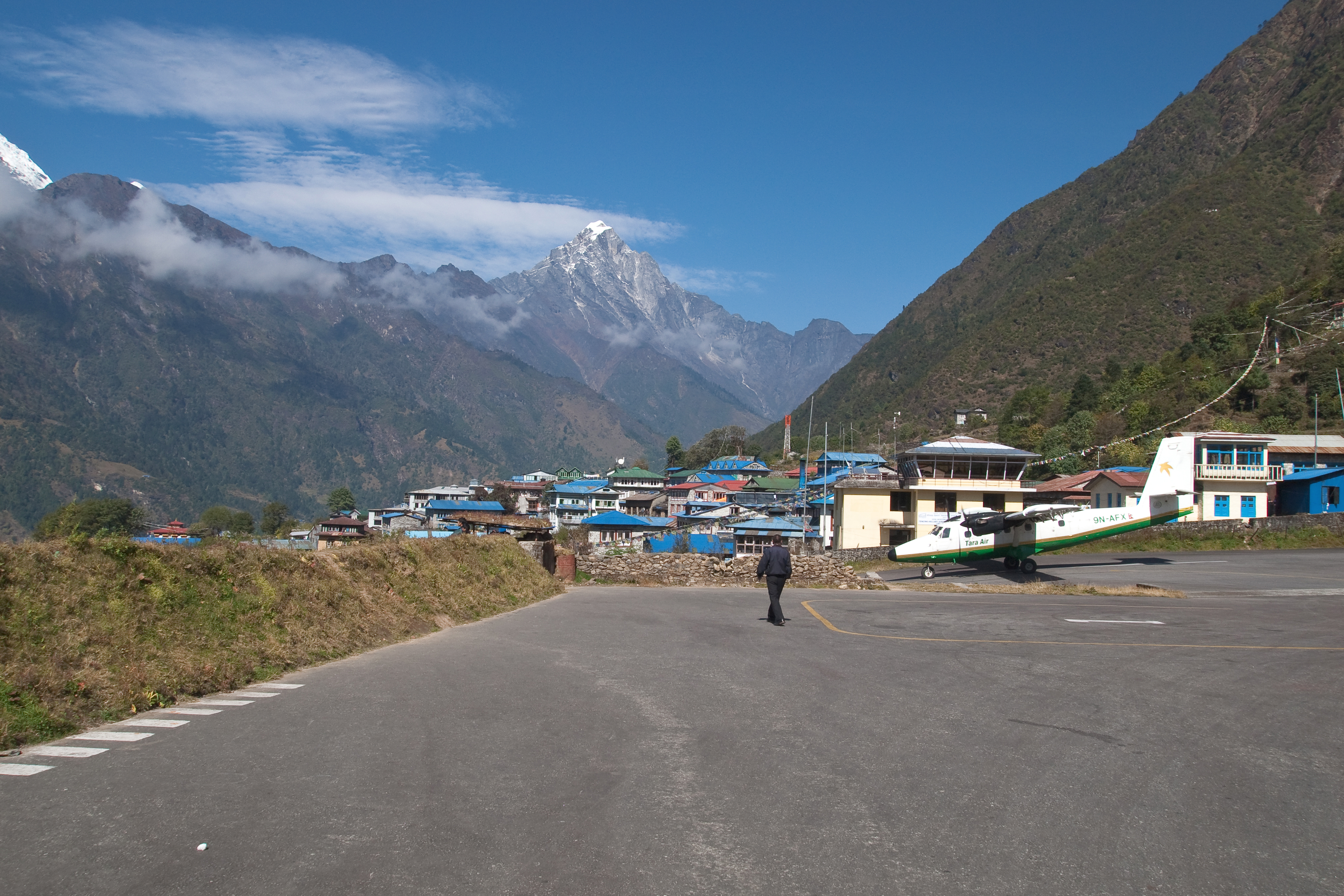
La ciudad de Lukla, con el aeropuerto en primer plano.

Lukla es una ciudad de la región de Khumbu al este de Nepal donde comienzan su viaje la gran mayoría de los visitantes del Himalaya. Lukla, a una altitud de 2.860 metros, cuenta con un pequeño aeropuerto, pero a pesar de su tamaño es muy conocido en el mundo de la aeronáutica por ser el aeropuerto más peligroso del mundo.
Aunque Lukla significa lugar con muchas cabras, no es probable ver muchas en la actualidad.
Alrededor del 90-95% de los visitantes extranjeros a la región llegan desde Katmandú, a ½ hora de vuelo. El resto puede llegar caminando desde Jiri, a siete u ocho días de viaje. En viajes organizados, la mayoría de los guías nepalíes y cocineros vienen caminando desde Jiri, normalmente, en la mitad de tiempo. Cuando Tenzing Norgay y Edmund Hillary realizaron su famosa primera ascensión al monte Everest en 1953, su expedición vino, igualmente, desde Jiri.
Lukla cuenta con una cierta variedad de tiendas y albergues donde se pueden tomar comidas del tipo occidental y comprar los últimos objetos necesarios para la expedición, aunque también es posible aprovisionarse en Namche Bazaar en el camino hacia el Everest. Desde Lukla, gran parte de los grupos tardarán dos días hasta llegar a Namche Bazaar, un buen lugar para comenzar la aclimatación a la altitud.
En enero de 2008, el aeropuerto fue rebautizado en honor de Sir Edmund Hillary y el Sherpa Tenzing Norgay, las primeras personas en alcanzar la cumbre del Monte Everest y también por efectuar los primeros esfuerzos para la construcción de este aeropuerto.

Lukla
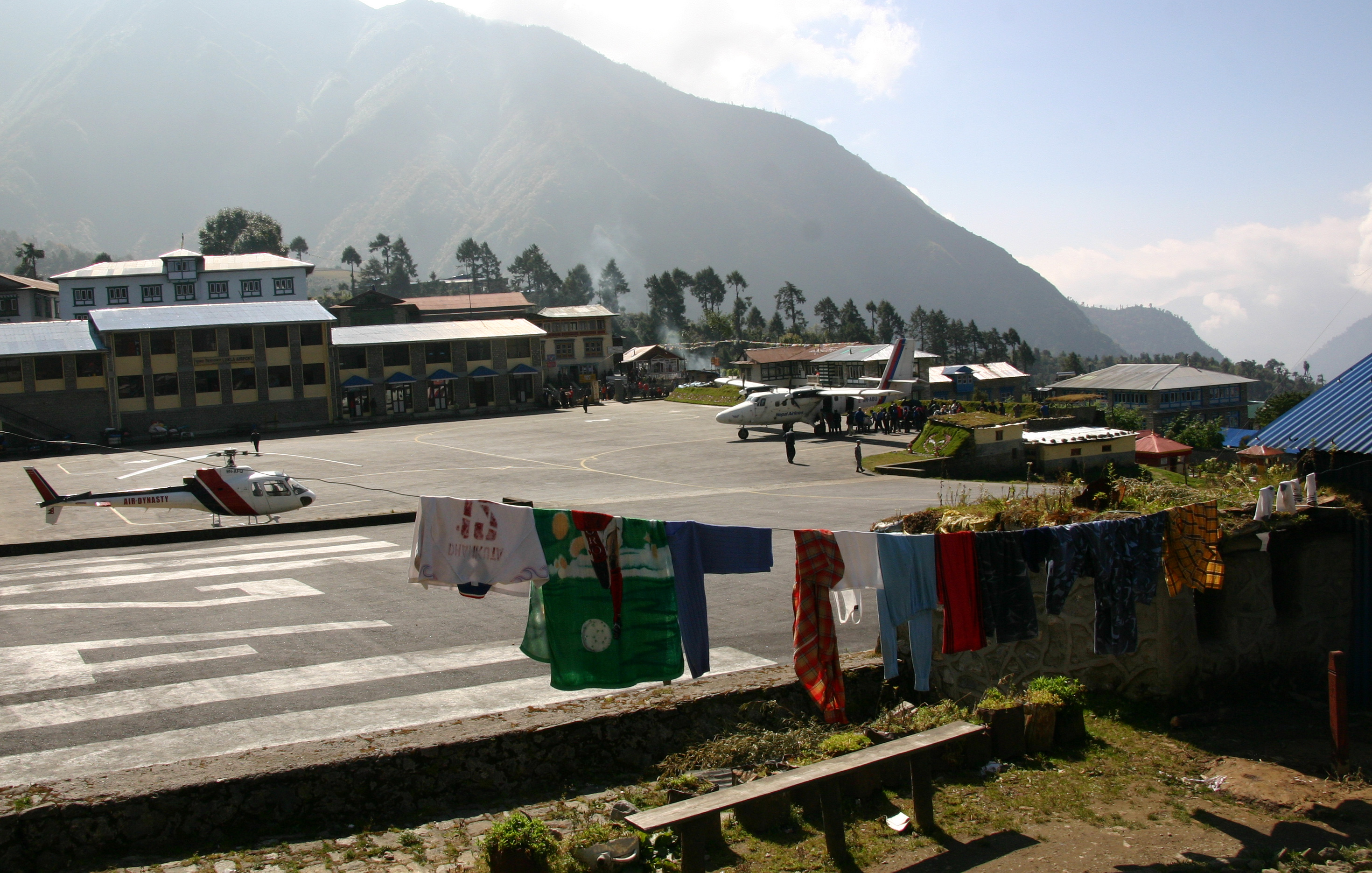
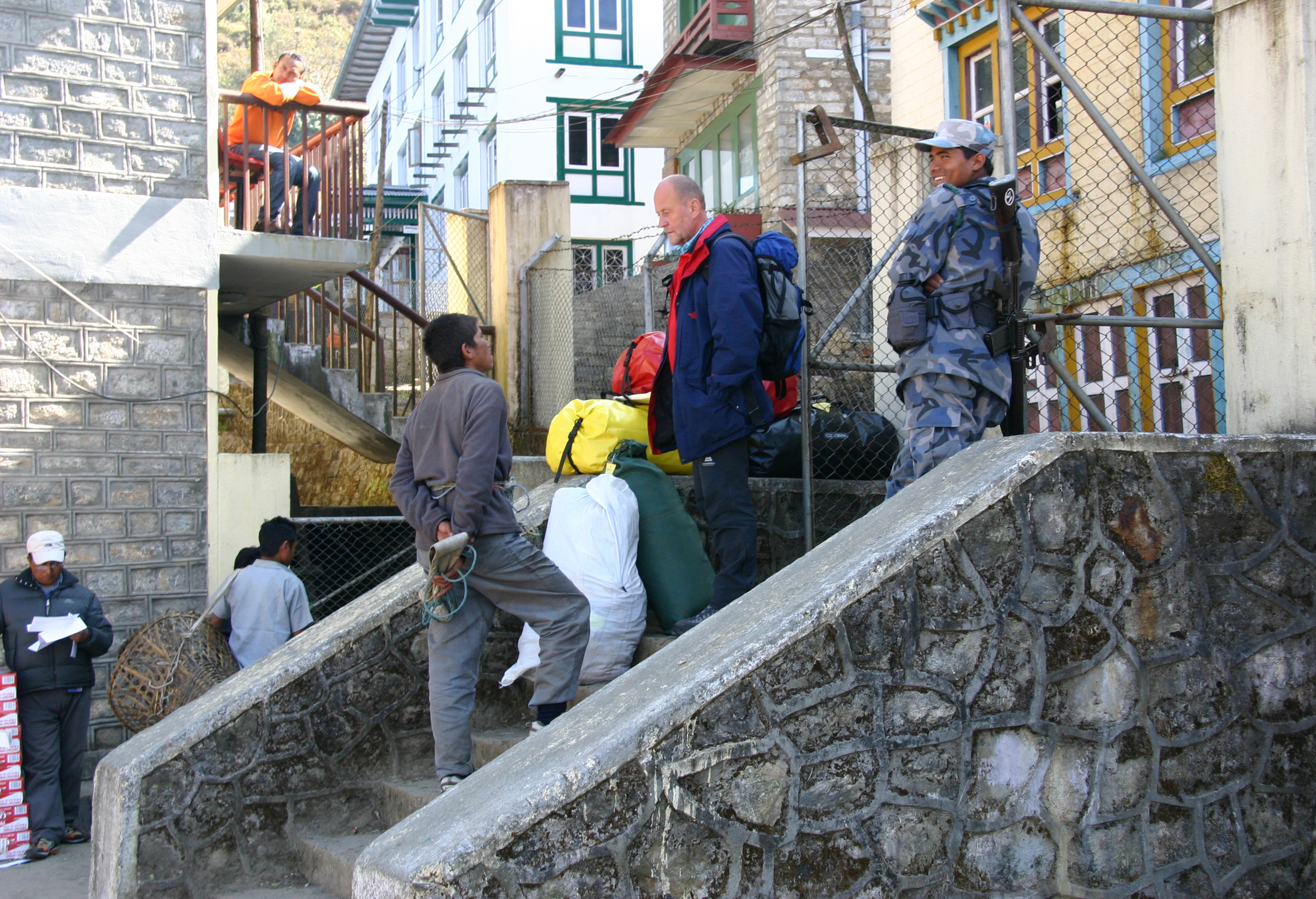
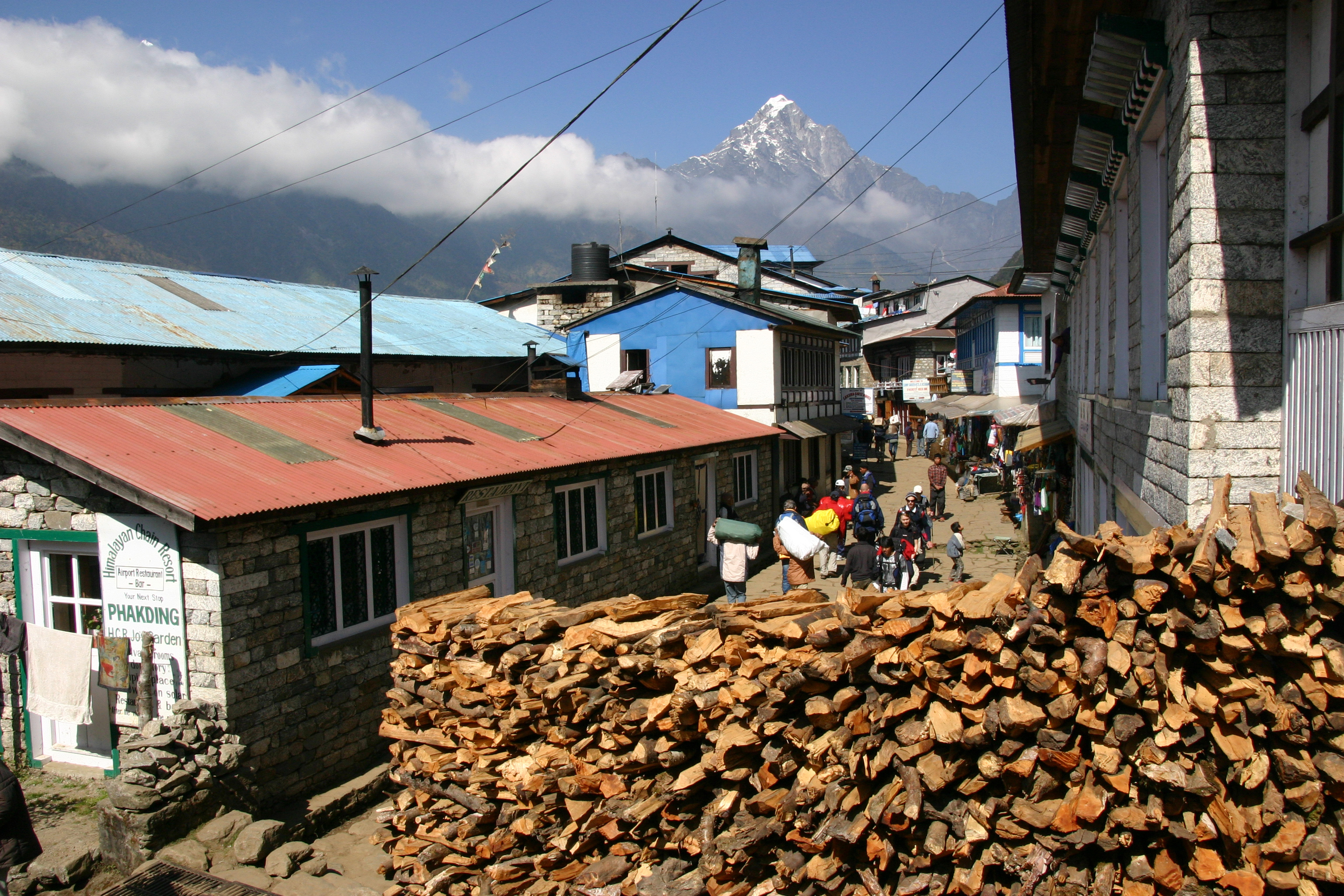
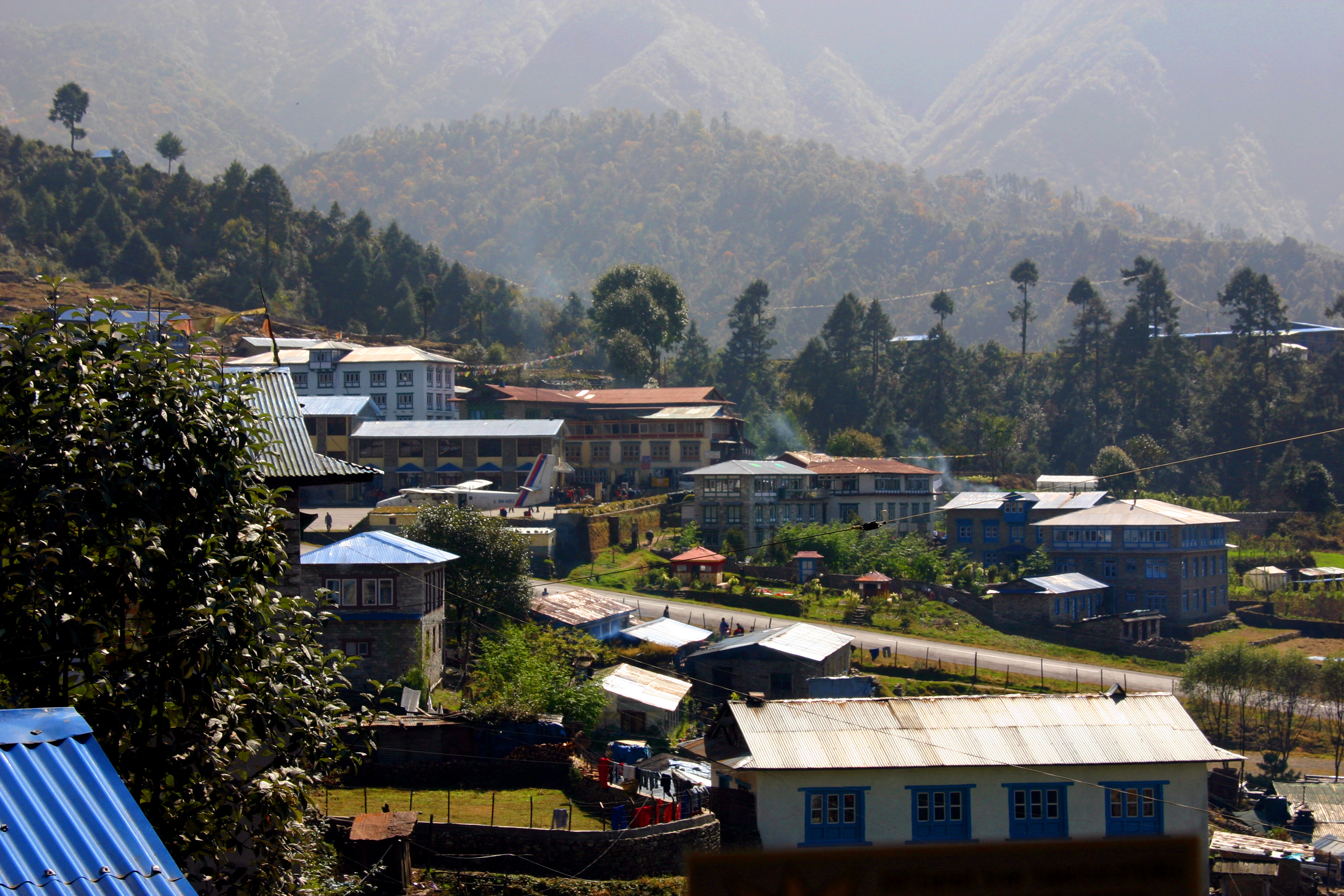
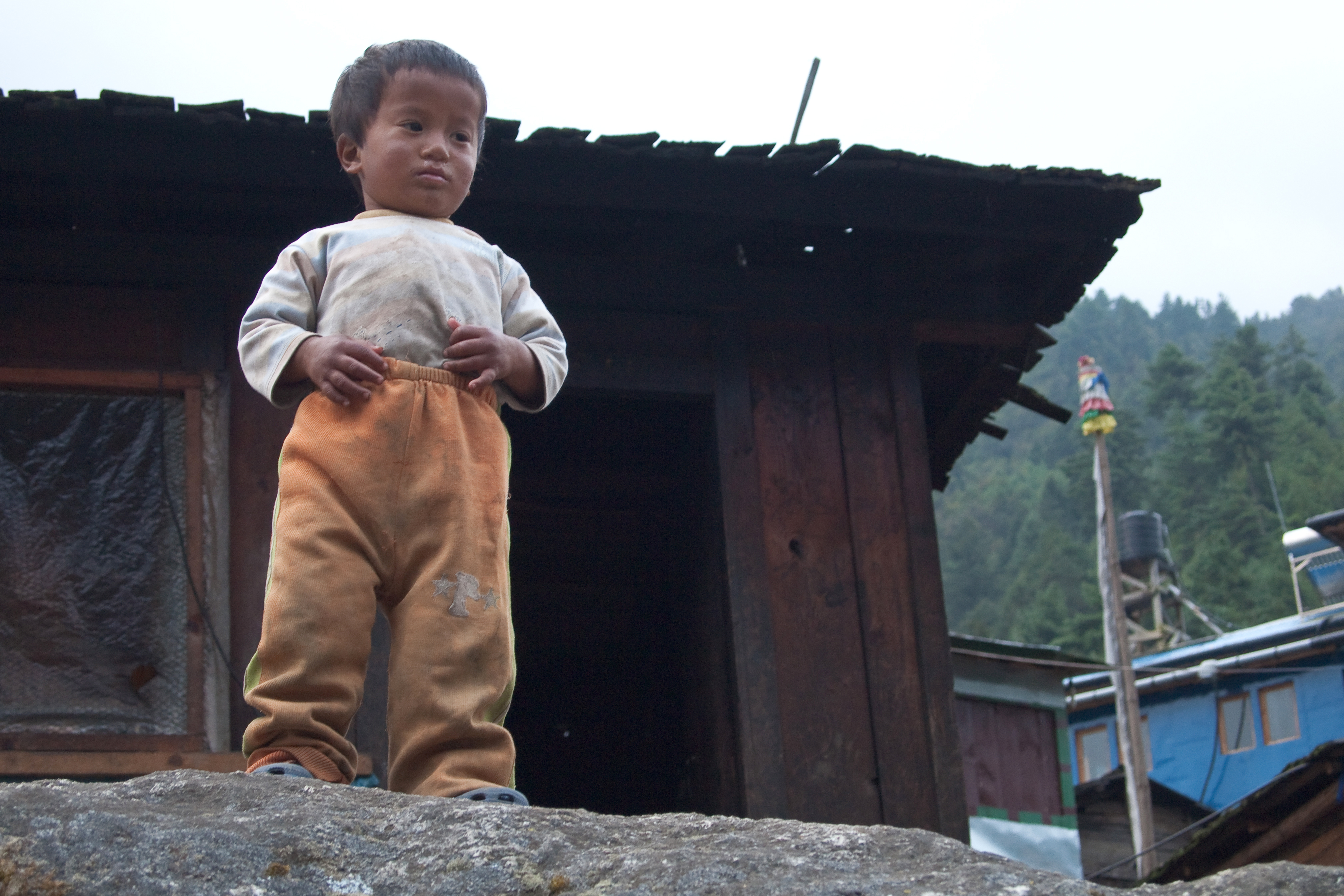